# تلفيت (جنين)
تلفيت قرية فلسطينية تقع في محافظة جنين شمال الضفة الغربية، وتبعد عن مدينة جنين حوالي 15.5 كم. بلغ تعداد سكان القرية عام 2007 حسب الجهاز المركزي للإحصاء الفلسطيني 238 نسمة. يقع مقر الجامعة العربية الأمريكية – فلسطين فيها.
ترتفع عن سطح البحر 390م، وتبلغ مساحة أراضيها حوالي 6627 دونم، ويحيط بها أراضي قرى رابا وأم التوب وجلقموس وقباطية والزبابدة والكفير.

## التاريخ
عُثر على آثار في الجزء الشمالي والغربي للقرية تعود للعهد البيزنطيّ  والخلافة الإسلامية ما بين القرنين الخامس والثامن الميلاديين، ولا زالت موادّ البناء القديمة مستخدمة في في بعض المنازل.

### العهد العثماني
في عام 1838م، كانت تلفيت قرية ضمن منطقة حارثة شمال نابلس، وحسب جهاز استكشاف فلسطين، فإن خربة تلفيت كانت تحوي أبنية حجرية حديثة في عام 1882م.

### الانتداب البريطاني
حسب التعداد الذي أجرته سلطات الانتداب البريطاني عام 1922، بلغ عدد سكان تلفيت 43 نسمة منهم 24 مسلمين و19 مسيحيين كلهم من الأرذوكس، ارتفع عدد السكان حسب تعداد عام 1931 إلى 120 نسمة، ويعيشون في 26 منزلاً.
في عام 1945م، بلغ عدد السكان 170 نسمة يعيشون على 6627 دونماً.

### الإدارة الأردنية
بعد حرب ونكبة عام 1948م، وهدنة عام 1949، تبعت للإدارة الأردنية للضفة الغربية.

### حرب 1967
بعد حرب الأيام الستة عام 1967م، وقعت تحت الاحتلال الإسرائيلي.

### السلطة الفلسطينية
تسلمت السلطة الوطنية الفلسطينية القرية بعد اتفاقيات أوسلو، وتتبع إداريًا إلى محافظة جنين.